# Pacyfikacja wsi Jamy
Pacyfikacja wsi Jamy – masowy mord na ludności cywilnej połączony z podpaleniami i grabieżą mienia, dokonany przez okupantów niemieckich 8 marca 1944 we wsi Jamy pod Ostrowem Lubelskim.
W nocy 7/8 marca 1944 partyzanci Armii Ludowej zaatakowali oddział turkmeńskich kolaborantów, który zatrzymał się na postój w Jamach. W odwecie niemiecka ekspedycja karna przeprowadziła następnego dnia pacyfikację wsi. Z rąk Niemców i ich kolaborantów zginęły wówczas 152 osoby, w tym wiele kobiet i dzieci. Jamy zostały doszczętnie spalone.

## Geneza
Leżące nad rzeką Tyśmienica Jamy były przed wojną stosunkowo dużą wsią, liczącą 622 mieszkańców oraz 120 gospodarstw z ok. 220 budynkami. W latach II wojny światowej miejscowa ludność aktywnie współpracowała z ruchem oporu. W tym okresie Jamy doznały także poważnych strat ludzkich i materialnych. Zimą 1941/42 czerwonoarmiści zbiegli z niemieckich obozów jenieckich przywlekli epidemię tyfusu plamistego, która spowodowała śmierć wielu mieszkańców. W wyniku napadu dokonanego przez niezidentyfikowaną bandę nocą 28/29 kwietnia 1943 zginęło pięć osób, a kilkanaście rodzin straciło dach nad głową. Wreszcie 19 czerwca 1943 Niemcy aresztowali w Jamach 29 mężczyzn w wieku od 18 do 45 lat, których osadzili następnie w obozie koncentracyjnym na Majdanku. Największą tragedią, która dotknęła wieś, była jednak niemiecka pacyfikacja w dniu 8 marca 1944.
Bezpośredniej przyczyny pacyfikacji należy szukać w wydarzeniach, które rozegrały się w Jamach dzień wcześniej. Wieczorem 7 marca do wsi przybył kilkudziesięcioosobowy oddział złożony z byłych żołnierzy sowieckich na służbie niemieckiej. W polskich źródłach owych kolaborantów określano mianem „Kałmuków” lub „Mongołów” . Z zachowanych niemieckich dokumentów wynika natomiast, że należeli oni do 0498 jednostki Turkmenów. Prawdopodobnie żołnierze byli w Jamach tylko przejazdem. Część polskich źródeł sugeruje, iż mogli stanowić straż przednią ekspedycji karnej, której zadaniem było przeprowadzenie operacji przeciwpartyzanckiej w pobliskich Lasach Parczewskich.
Po przybyciu do wsi żołnierze wezwali sołtysa Wiktora Szkuata i polecili mu wyznaczyć furmanów, którzy następnego dnia mieli ich zawieźć w bliżej nieokreślonym kierunku. Zażądali ponadto alkoholu i kolacji, którą miały przygotować wyznaczone przez sołtysa kobiety. Szkuat wskazał przybyszom pięć dużych gospodarstw, w których zatrzymali się na nocleg. Po zmroku żołnierze rozkazali mieszkańcom Jam, aby zamknęli się na noc w domach i nie palili żadnych świateł. Na temat dalszego przebiegu wydarzeń istnieją sprzeczne relacje. Część świadków twierdziła, że pod wpływem alkoholu Turkmeni zaczęli zachowywać się w sposób agresywny i prowokacyjny, a nawet przystąpili do napastowania kobiet, które usługiwały im przy kolacji. Z tego powodu zdesperowana ludność miała jakoby zwrócić się o pomoc do polskich partyzantów. Znane są jednak także inne świadectwa, wskazujące, że żołnierze odnosili się do mieszkańców w sposób poprawny.
Tymczasem wieść o przybyciu Turkmenów szybko dotarła do partyzantów Armii Ludowej, którzy kwaterowali w pobliskiej Babiance. Dowódca Obwodu Lubelskiego AL Mieczysław Moczar ps. „Mietek” podjął decyzję o przeprowadzeniu wypadu na Jamy. Nie udało się ustalić, czy była to jego własna inicjatywa, czy też o przeprowadzeniu akcji zadecydowały rzekome prośby mieszkańców wsi. Atak poprzedziło rozpoznanie przeprowadzone w Jamach przez dwóch zwiadowców, z których jeden – Mikołaj Meluch ps. „Kolka” – był mieszkańcem wsi. Starcie rozpoczęło się 7 marca około godz. 23:00. Partyzanci zamierzali uderzyć jednocześnie na wszystkie pięć gospodarstw zajętych przez Turkmenów, czego nie udało się jednak wykonać z powodu czujności nieprzyjaciela. Utrata elementu zaskoczenia pozwoliła części Turkmenów wymknąć się z pułapki. Niemniej polski atak został uwieńczony powodzeniem. Za cenę jednego poległego partyzanci zabili bowiem około 7–8 nieprzyjaciół, a kilku innych zranili. Ponadto 9 lub 10 Turkmenów wzięto do niewoli, a następnie rozstrzelano.

## Przebieg pacyfikacji
Turkmeni, którzy przeżyli atak partyzantów, powrócili nad ranem do wsi i rozkazali sołtysowi wyznaczyć 12 furmanów, którzy mieli odwieźć ich rannych kolegów do Ostrowa Lubelskiego. Niedługo po wyruszeniu w drogę żołnierze polecili furmanom skręcić w kierunku przystanku kolejowego w Brzeźnicy Bychawskiej. W lesie przed linią kolejową kolumna napotkała na jeden z pododdziałów niemieckiej ekspedycji karnej, który zmierzał w kierunku Jam. Furmanom polecono zejść z wozów i ustąpić miejsca nowo przybyłym żołnierzom. Jeden z Turkmenów rozkazał Bronisławowi Mycce uciekać, po czym oddał do niego śmiertelne strzały. Pozostałych Polaków odprowadzono z powrotem do Jam. Na skraju wsi, nieopodal gospodarstwa Grzegorza Chocyka, żołnierze rozkazali furmanom uciekać, po czym otworzyli do biegnących ogień z broni maszynowej. Egzekucję przeżył jedynie Jan Jarmoń.
Tymczasem Jamy otoczyła niemiecka ekspedycja karna, licząca według niektórych źródeł nawet do tysiąca żołnierzy . Akcją pacyfikacyjną kierowali prawdopodobnie niemieccy oficerowie przysłani z Siedlec. W skład podległych im oddziałów wchodzili funkcjonariusze SS i żandarmerii oraz wschodni kolaboranci. Wśród tych ostatnich znajdowało się nawet do 400 Turkmenów, w tym żołnierze tej samej jednostki nr 0498, którą poprzedniego dnia zaatakowali partyzanci. Józef Fajkowski i Jan Religa twierdzili ponadto, że w pacyfikacji uczestniczyli bliżej niezidentyfikowani „ukraińscy nacjonaliści”. Mieszkańcy Jam spodziewali się niemieckiego odwetu, stąd po zakończeniu nocnej potyczki wielu z nich uciekło do sąsiednich miejscowości. Rankiem wokół wsi zamknął się jednak niemiecki kordon, na skutek czego część niedoszłych uciekinierów została zmuszona do zawrócenia. Ponadto wielu mieszkańców postanowiło pozostać w Jamach, gdyż nie chcieli pozostawiać dobytku bez opieki lub liczyli, że okupanci nie będą mścić się na kobietach, dzieciach i starcach.
Niemiecki atak nastąpił około godziny 11:00 , a sygnałem do jego rozpoczęcia był dźwięk trąbki lub – jak twierdził Bolesław Kapitan – wystrzelenie rakiety sygnalizacyjnej. Napastnicy, posuwając się tyralierą od strony Ostrowa, systematycznie wypędzali mieszkańców z budynków, które następnie doszczętnie ograbiano i podpalano. Ludność mordowano bez względu na wiek i płeć. Świadkowie wspominali, że żołnierze zamknęli grupę Polaków w jednej z obór, którą następnie podpalili. Inną grupę, liczącą około 30 osób, spędzono w jedno miejsce i rozstrzelano ogniem broni maszynowej. W czteroklasowej szkole powszechnej spalono żywcem nauczycielkę Adelę Sieradczuk. W czasie pacyfikacji dochodziło do aktów wyjątkowego bestialstwa – zakłuwania bezbronnych bagnetami, wrzucania dzieci do płonących budynków. Kobiety i dziewczęta były przed śmiercią gwałcone. Miały jednak również miejsce przypadki, gdy żołnierze w tajemnicy przed swoimi kolegami i przełożonymi oszczędzali niedoszłe ofiary, w szczególności dzieci. Masakra trwała mniej więcej do godziny 15:00. Po jej zakończeniu niemieckie oddziały odeszły w kierunku Tyśmienicy.
W wyniku pacyfikacji wieś została niemal doszczętnie zniszczona. Ocalał tylko jeden dom mieszkalny, trzy spichlerze oraz jedna stodoła. Przez długi czas występowały natomiast trudności z ustaleniem dokładnej liczby zamordowanych. W publikacjach wydanych w okresie PRL podawano szacunki wahające się w przedziale od 147 do prawie 200. Na pomniku wzniesionym po wojnie w Jamach widniała przez wiele lat liczba 186 zamordowanych. Z kolei w 1976 roku komenda MO w Ostrowie Lubelskim, działając na potrzeby śledztwa prowadzonego przez Okręgową Komisję Badania Zbrodni Hitlerowskich w Lublinie, sporządziła listę ofiar pacyfikacji Jam, na której widniały nazwiska 183 osób. Liczba ta okazała się jednak zawyżona, gdyż ujęto w niej również mieszkańców wsi, którzy zginęli w innym miejscu i czasie. Dopiero w 1992 roku badania prowadzone przez komisję pod przewodnictwem Eugeniusza Niechody pozwoliły ustalić, że 8 marca 1944 zamordowano w Jamach 152 osoby. W gronie ofiar znalazło się 95 kobiet i 57 mężczyzn, w tym 31 dzieci w wieku do lat 10. Najmłodszą ofiarą pacyfikacji była sześciomiesięczna Janina Szkuat, najstarszą – osiemdziesięciotrzyletnia Marcela Szkuat. Obok rodowitych mieszkańców wsi zginęło także kilka osób z rodziny Witkowskich, wysiedleńców z ziem wcielonych do Rzeszy.

## Epilog
Niemcy prawdopodobnie planowali spacyfikować również sąsiednią Babiankę, lecz odwiodła ich od tego właścicielka tamtejszego majątku ziemskiego, Elżbieta Łącka. Dzięki jej wysiłkom udało się także uniemożliwić Niemcom wykrycie mieszkańców Jam przebywających w tym czasie w Babiance. Zgrupowanie AL dowodzone przez Mieczysława Moczara zdołało wymknąć się niemieckiej obławie.
Pogorzelcom, którzy przeżyli pacyfikację, schronienia udzielili mieszkańcy Ostrowa i sąsiednich miejscowości. W akcji pomocowej udział wzięła również dziedziczka Łącka z Babianki. Rannych umieszczono w szpitalu w Lubartowie.
9 marca do spalonej wsi udała się grupa mężczyzn z Ostrowa. Był wśród nich Marian Kotowski – członek BCh, w cywilu fotograf – który zdołał potajemnie wykonać kilka zdjęć (znajdują się one obecnie w archiwum IPN). Mężczyźni zebrali ciała zamordowanych i przewieźli na ostrowski cmentarz parafialny, gdzie spoczęły we wspólnej mogile.

### Upamiętnienie
Uchwałą Prezydium Krajowej Rady Narodowej z 19 sierpnia 1946 roku Jamy zostały odznaczone Krzyżem Grunwaldu III klasy.
Na zbiorowej mogile na cmentarzu w Ostrowie Lubelskim umieszczono po wojnie tablice z nazwiskami zamordowanych oraz pomnik z napisem o treści: 

Pomordowanym mieszkańcom wsi Jamy w czasie pacyfikacji 8-III-1944 społeczeństwo Ostrowa Lub.”

Staraniem miejscowej ludności niewielki pomnik wzniesiono także w Jamach. Obecnie widnieje na nim napis o treści: 

Dla uczczenia pamięci 152 osób zamordowanych przez okupanta hitlerowskiego w czasie pacyfikacji wsi Jamy w dniu 8 marca 1944 roku społeczeństwo powiatu lubartowskiego w hołdzie poległym w XX rocznicę pacyfikacji wznosi ten pomnik
Powiatowy Komitet Obchodów XX rocznicy PRL

Kilkadziesiąt lat później z inicjatywy mieszkańców wybudowano w Jamach kaplicę-mauzoleum, służącą upamiętnieniu historii wsi i martyrologii jej mieszkańców. 1 lipca 2011 została ona poświęcona przez ordynariusza siedleckiego bp. Jana Wiktora Nowaka. W budynku dawnej szkoły w Jamach zorganizowano także Izbę Pamięci Pacyfikacji Wsi Jamy .